# Brett Robinson
Brett John Robinson (Toowoomba, 24 gennaio 1970) è un ex rugbista a 15, dirigente sportivo e medico australiano, campione del mondo nel 1999 con gli Wallabies e già dirigente della Federazione rugbistica australiana.
Da novembre 2024 è presidente di World Rugby.

## Biografia
Nato e cresciuto nel Queensland, dove ha compiuto anche parte degli studi superiori e universitari in medicina, Robinson fu professionista in Super Rugby nelle file dei Brumbies di Canberra, nei quali militò fin dalla prima edizione del torneo nel 1996.
Sempre nel 1996 esordì nelle file degli Wallabies in un test match contro l'Italia a Padova e, l'anno successivo, prese parte a tutti gli incontri dell'Australia, compreso il Tri Nations 1997.
Inserito nella rosa della nazionale che prese parte alla Coppa del Mondo di rugby 1999 in Galles, a causa di un infortunio non poté mai scendere in campo, di fatto divenendo campione del mondo avendo giocato il suo ultimo test internazionale un anno prima della conquista della Coppa.
Terminò la sua carriera professionistica nel 2000 con la finale di Super 12 che i Brumbies persero, poi si trasferì in Inghilterra, a Oxford, per specializzarsi in ortopedia; lì divenne anche capitano della squadra di rugby con la quale partecipò a due Varsity Match a Twickenham contro Cambridge, nel 2000 e nel 2001.
Tornato in patria, divenne dirigente della Australian Rugby Union, incaricato dello sviluppo del rugby d'élite; nel gennaio 2005 lasciò l'incarico per dedicarsi a un impiego dirigenziale nel ramo delle assicurazioni.
Il 14 novembre 2024 è stato eletto presidente di World Rugby succedendo a Bill Beaumont e divenendo il primo dirigente proveniente dall'Emisfero Sud a capo dell'organismo di governo del rugby mondiale.

## Palmarès
- Coppe del mondo: 1
Australia: 1999